# Kulautuva
Kulautuva is een plaats in de gemeente Kaunas in het Litouwse district Kaunas. De plaats telt 1425 inwoners (2011).